# SMS Kaiserin Elisabeth
SMS Kaiserin Elisabeth je bila torpedna križarka razreda Franz Joseph I, avstro-ogrske vojne mornarice. Poimenovana je bila po cesarici Elizabeti, ženi cesarja Franca Jožefa I. Skupaj s sestrsko križarko SMS Kaiser Franz Joseph I sta bili grajeni kot odgovor na novi italijanski križarki Giovanni Bausan (1883) in Etna (1885), ter sta omogočali tudi prekomorsko plovbo.
Križarki razreda Franz Joseph I so prvotno klasificirali kot Torpedorammkreuzer, nato kot Große Kreuzer. Po predelavi v letih 1904–1906 sta bili uvrščeni kot lahki križarki (Kleine Kreuzer).

## Zgodovina
SMS Kaiserin Elisabeth je bila splovljena leta 1892 v Pulju.

### Misija 1892–1893
Potovanje prestolonaslednika Franca Ferdinanda

Po samomoru prestolonaslednika Rudolfa leta 1889 je bil nadvojvoda Franc Ferdinand imenovan za novega prestolonaslednika Avstro-Ogrske (glede na to, da se je njegov oče Karl Ludvik odrekel prestolu). Potovanje okoli sveta (1892-1893) je imelo deloma zdravstvene razloge: Franca Ferdinanda je ogrožala tuberkuloza, bolezen, ki je bila usodna za njegovo mater. Pot okoli sveta je služila kot krinka in kot sredstvo za okrevanje. Uradni namen potovanja je bilo znanstveno raziskovanje in nadvojvoda Franz Ferdinand je na torpedni križarki Kaiserin Elisabeth potoval pod slabo prikritim vzdevkom grof Hohenberg.

### Azijska misija 1913–1914 in prva svetovna vojna
Križarka je leta 1913 v Vzhodno Azijo odplula na šesto, poslednjo misijo, z okoli 425-člansko posadko pod poveljstvom Istrana, kapetana fregate Richarda Markowitza  (v drugih virih: Makoviz). V posadki na tem potovanju je bilo poleg pripadnikov drugih narodov in Hrvatov tudi več Slovencev: Ivan Skušek, mornariški komisar 1. reda , Anton Lipovž, mornar 1. reda, Ivan Lešnik, nižji strojnik in elektromehanik, Leopold Voje, mornar 1. reda torpedne stroke, Viljem Pečar, mornar 2. reda, Franc Malalan, Anton Rijoza, Gašper Mesesnel, Josip Prinčič, Alojz Brišnik, Alojz Barič, Josip Kralj  in še drugi, o katerih pa še ni točnih podatkov o narodni pripadnosti. 
Ob izbruhu prve svetovne vojne je križarka sodelovala pri obrambi nemške mornariške baze Tsingtao na Kitajskem , ki so jo od 25. avgusta 1914 oblegali Japonci in zavezniki.  V pristanišču  Tsingtao kolonije Kiaučou so se poleg avstro-ogrske križarke nahajale še nemške vojne ladje: lahka križarka Cormoran, topovnjače Iltis, Jaguar, Tiger in Luchs ter torpedovka S90. Ladijsko posadko so med obleganjem razdelili v dve skupini; ena je upravljala z ladjo, medtem ko je druga okrepila nemško kopensko posadko.
6. septembra 1914 se je zgodil prvi letalski napad na vojno ladjo v zgodovini, ko je japonsko letalo Farman z nosilke hidroplanov Wakamiya neuspešno napadlo SMS Kaiserin Elisabeth z bombami.

Ob začetku obleganja sta križarka Kaiserin Elisabeth in Jaguar izvedli protinapad. Pozneje so 150 mm in 47 mm ladijske topove s SMS Kaiserin Elisabeth odstranili ter jih namestili na kopno, v t. i. »Batterie Elisabeth«. Ker je zavezniško obleganje s kopnega in morja nezadržno napredovalo, so posadke vojaška plovila, ujeta v pristanišču, same potopile. Cormoran, Iltis ter Luchs 28. septembra, S90 17. oktobra in Tiger 29. oktobra. SMS Kaiserin Elisabeth so potopili 2. novembra 1914 , na dan predaje baze 7. novembra 1914  pa še topovnjačo Jaguar. 

## Ujetništvo
Nekatere zajete oficirje s SMS Kaiserin Elisabeth so po predaji odpeljali v konfinacijo v Peking . Na Kitajskem so v ujetništvu ostali v Tjandžinu zajeti mornarji, ki so se vračali na SMS Kaiserin Elisabeth, pa tudi člani mornariških odredov v Tjandžinu (Tianjin) in Pekingu (trije častniki in 150 mož, vključno z 30-imi iz odreda avstrijskega veleposlaništva v Pekingu). 
S transportno ladjo so nemške vojne ujetnike prepeljali v taborišče Bandō na Japonskem , poveljnika ladje, sedem častnikov in 292 avstro-ogrskih mornarjev s SMS Kaiserin Elisabeth pa so na Japonskem razporedili v petih ujetniških taboriščih, večino v največje novozgrajeno taborišče na planoti Aonogahara blizu Kobeja in v taborišče Narashino, kjer so z njimi Japonci korektno ravnali. 

## Razno
Po informaciji mag. Bernarda Šrajnerja, svetovalca na  slovenskem veleposlaništvu v Pekingu nameravajo Kitajci s pomočjo nemškega zbirateljskega kluba starin iz Münchna v bližnji prihodnosti dvignili ostanke SMS Kaiserin Elisabeth z morskega dna. 